# Круц Володимир Опанасович
Круц Володимир Опанасович (нар. 23 листопада 1938, Київ — 4 жовтня 2014, с. Легедзине) — археолог, фахівець у галузі первісної археології України. Кандидат історичних наук (1974).

## Життєпис
Народився в Києві. Закінчив історичний факультет Київського університету (1962). З того ж року працює в Інституті археології АН УРСР, з 1981 року — старший науковий співробітник. З 1981 року веде дослідження найбільшого з поселень-гігантів трипільської культури, залишки якого розташовані поблизу Тальянок на Черкащині. З 1990 року керує роботою Трипільської експедиції Інституту археології. У різні роки керував на новобудовах роботою Бортницької та Поліської експедицій з виявлення пам'яток різних епох, зокрема, доби енеоліту, бронзи та скіфського часу. Автор близько 90 друкованих праць, у тому числі п'яти особистих і колективних монографій.
Лауреат Державної премії України в галузі науки і техніки 2002 року за цикл праць «Давня історія України» та «Етнічна історія давньої України».
Брав активну участь у охороні пам'яток історії і культури, зокрема був одним з ініціаторів і організаторів створення Державного заповідника «Трипільська культура» в Черкаській області.

## Вшанування пам'яті
У 2016 році на честь Володимира Круца в селі Тальянки була названа вулиця Комсомольська. Однак, згодом вулиця була перейменована на Свято-Покровську і станом на 2022 рік носить цю назву.